# Supruniwka (Poltawa)
Supruniwka (ukrainisch Супрунівка; russisch Супруновка Suprunowka) ist ein  Dorf in der ukrainischen Oblast Poltawa mit etwa 4000 Einwohnern (2001).

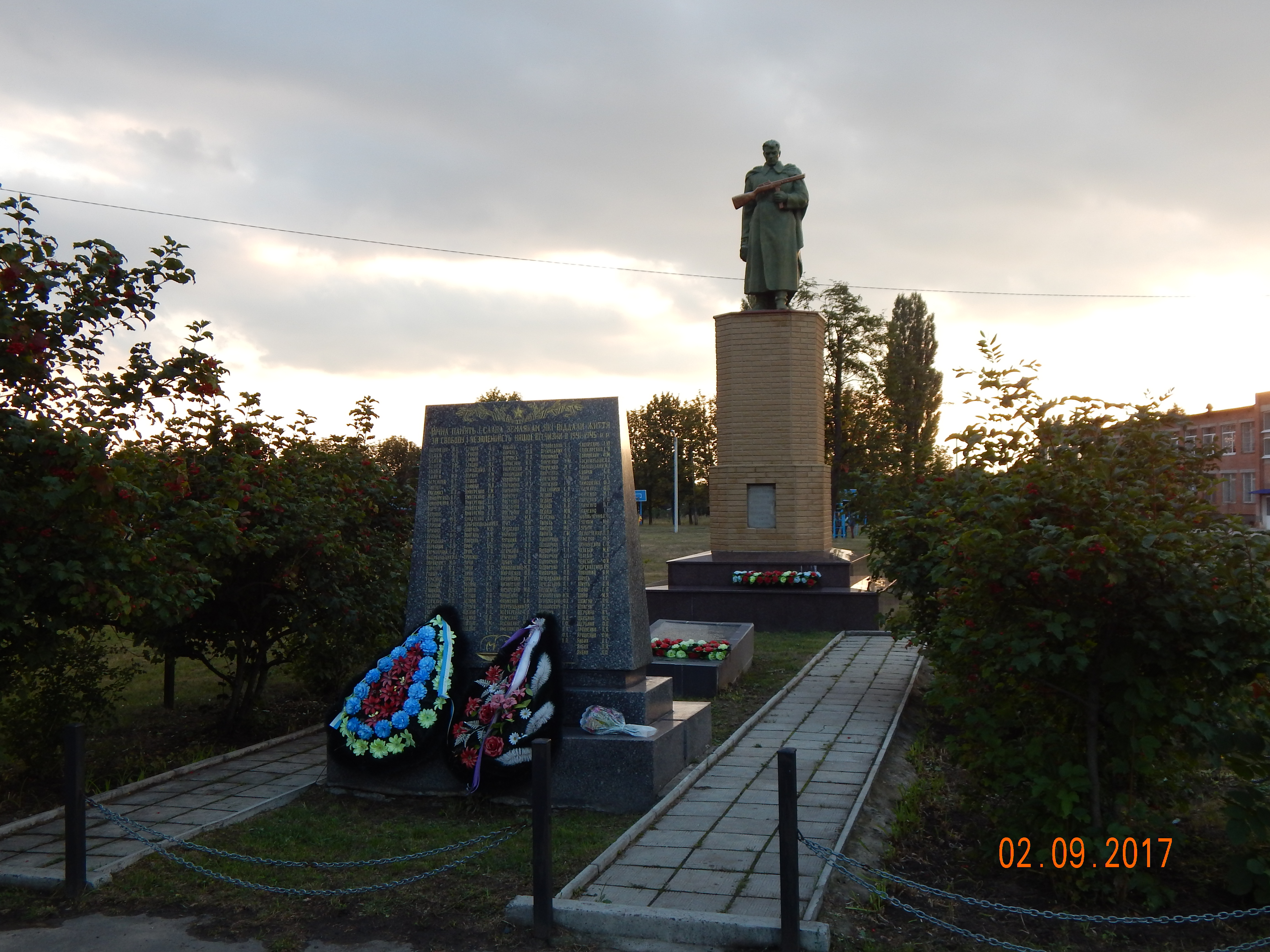
Denkmal im Ort

Das in der ersten Hälfte des 17. Jahrhunderts als kleiner Kosakenbauernhof gegründete Dorf liegt 9 km westlich vom Stadtzentrum Poltawas. Durch das Dorf verlaufen die Fernstraßen M 03 und N 12.
Bereits im Stadtgebiet von Poltawa liegt der 1932 eröffnete Bahnhof Supruniwka an der Bahnstrecke Kiew–Poltawa.
Am 12. Juni 2020 wurde das Dorf ein Teil der neugegründeten Stadtgemeinde Poltawa, bis dahin bildete es kurzzeitig ab dem 29. August 2019 die Landgemeinde Supruniwka bzw. vor 2019 zusammen mit den Dörfern Howtwjantschyk (Говтвянчик), Iwaschky (Івашки), Mylzi (Мильці) und Schostaky (Шостаки) die gleichnamige Landratsgemeinde Supruniwka (Супрунівська сільська рада/Supruniwska silska rada) im Westen des Rajons Poltawa.

## Söhne und Töchter der Ortschaft
- Nina Botscharowa (1924–2020), sowjetische Turnerin, Olympiasiegerin und Ehrenbürgerin von Kiew